# Медвецький (струмок)
Медвецький — річка в Україні, у Рахівському  районі Закарпатської області, лівий доплив Чорної Тиси (басейн Дунаю).

## Опис
Довжина струмка приблизно 4 км. Формується з багатьох безіменних струмків.

## Розташування
Бере початок на південно-західних схилах  гірської вершини Чорної Клеви. Тече переважно на південний захід і у селі Чорна Тиса впадає і річку Чорну Тису, праву притоку Тиси.